# Steenboskapel (Voeren)
Steenboskapel is een bidkapel in het gehucht Schophem in de Belgische gemeente Voeren, die gewijd is aan het Heilig Kruis. Ze bestaat uit twee traveeën, waarbij de koortravee iets hoger is dan het schip, onder een zadeldak met klokkenruiter. Ze werd in 1846 gebouwd met gebruik van onder andere spolia van de aldaar opgegraven Romeinse villa. Langs de kapel loopt de weg Steenbos die gelegen is op de plaats waar in de Romeinse tijd ook reeds een weg lag. Verder naar het westen liep deze heirweg ten zuiden van de Nagelboom van 's-Gravenvoeren, waar nu de nieuwbouwwijk ligt met straatnaam Heirweg.
Ze wordt onderhouden door de Stichting Kruisen en Kapellen van 's-Gravenvoeren. Ze werd in november 2016 geklasseerd als monument. In de kapel wordt Gregoriaanse zang afgespeeld.
Ze wordt gewaardeerd als een element in de studie van het wedergebruik van Romeinse spolia in jongere gebouwen.

## Bouwmateriaal

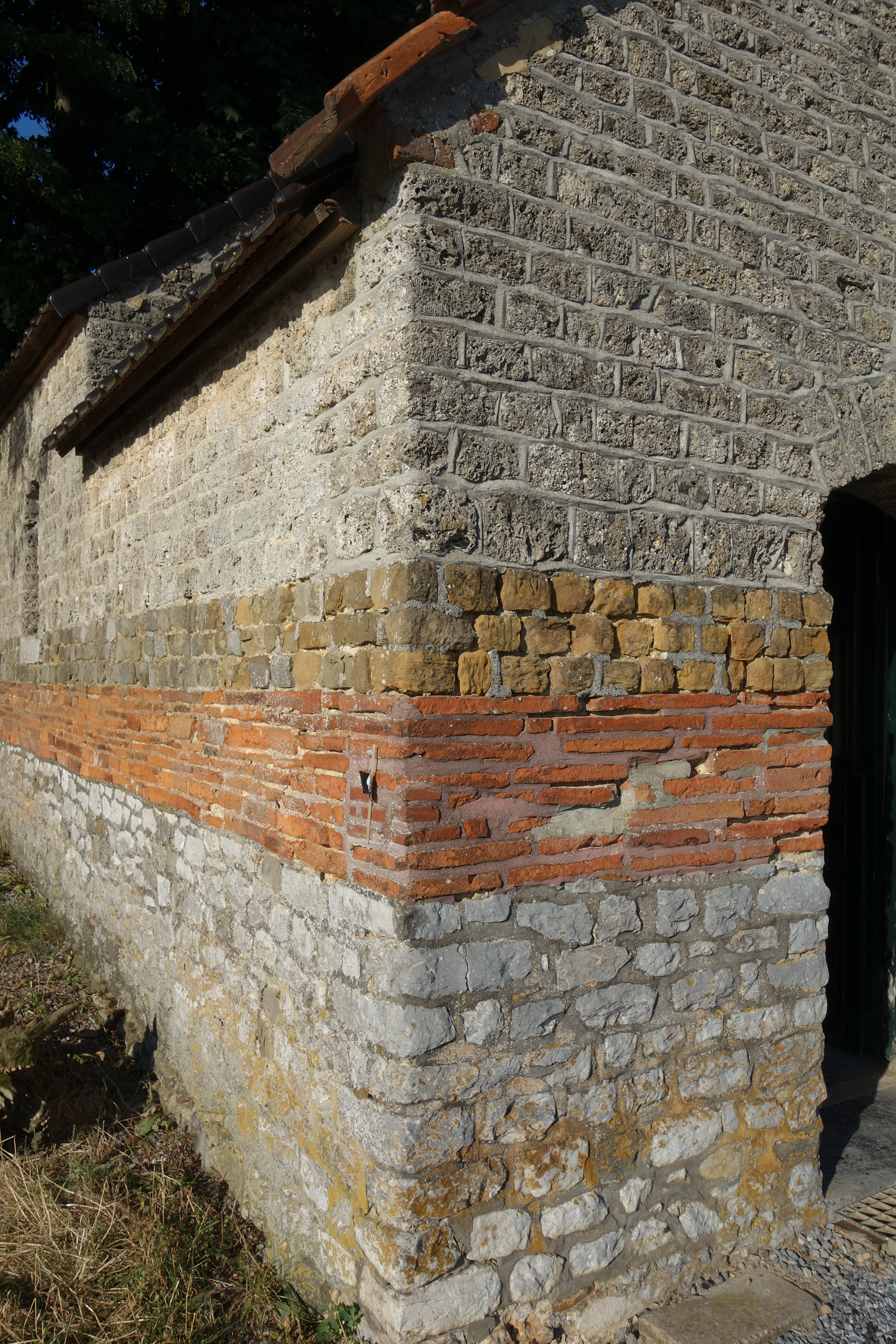
De vier gebruikte steensoorten.

De kapel werd gebouwd met vijf verschillende bouwmaterialen. De onderste laag is van blauwe hardsteen, die op diverse plaatsen in de Ardennen gewonnen wordt en die niet Romeins is. De tweede laag is van Romeinse baksteen of tegulae. In deze laag zijn hele stukken muur van de Romeinse villa verwerkt, inclusief rode specie die gemaakt werd van kapotgevallen pannen of tegels. De derde laag bestaat uit vierkante blokken zandsteen, die ook door de Romeinen veel gebruikt werd. De bovenste laag bestaat eveneens uit vierkante blokken, in dit geval van tufsteen, die waarschijnlijk door de Romeinen uit de Eifel naar hier is gehaald. De Romeinse bakstenen dakpannen, het vijfde bouwmateriaal, zijn in de jaren 1990 vervangen door moderne dakpannen, omdat toeristen graag een authentieke dakpan als souvenir meenamen.

## Romeinse villa en palts
Van de 1e tot en met de 3e eeuw na Christus stond in de aanpalende weilanden een Romeinse villa. Deze zou verwoest zijn aan het eind van de 3e eeuw. In de 7e of 8e eeuw werd op de funderingen een Frankische palts gebouwd. Daar "in loco qui vocatur Furonis" (in de plaats die Voeren genoemd wordt) werd in 878 het Verdrag van Voeren getekend tussen de neven Lodewijk III de Jonge en Lodewijk de Stamelaar. Hun vaders Lodewijk de Duitser en Karel de Kale hadden in 870 het middenrijk van hun overleden broer Lotharius I verdeeld bij het Verdrag van Meerssen (in Aspide, waarschijnlijk Eijsden) nadat ook diens zonen Karel van Provence en Lotharius II in 863 en 869 waren overleden. De ondertekenaars, de broers Lodewijk en Karel, stierven op hun beurt in 876 en 877, waarna hun beide zonen een niet-aanvalsverdrag sloten op 1 november 878 in de palts in Voeren. Lodewijk de Stamelaar overleed vijf maanden later, in april 879, waarna zijn zonen in 880 het Verdrag van Ribemont tekenden met Lodewijk de Jonge. Zij werden gedwongen samen te werken, vanwege de invallen van de Noormannen, die in 881 de streek plunderden, inclusief de Karolingische koningshoeve.
Op de plaats waar de villa en de palts hebben gestaan ontstond een bos, dat rond 1600 werd ontgonnen en waarbij men veel steenresten vond. Het bos werd hierdoor Steenbos genoemd. Van 1840 tot 1845 werden onder leiding van Henri Delvaux opgravingen gedaan, waarbij de Romeinse villa werd blootgelegd. Men vond Romeinse voorwerpen, mozaïek en muurschilderingen uit de 2e eeuw. In de villa werden twee hypocausten, de ondergrondse verwarming van baden, aangetroffen. Na de opgravingen in 1846 werd met de Romeinse stenen en stukken muur de Steenboskapel gebouwd.

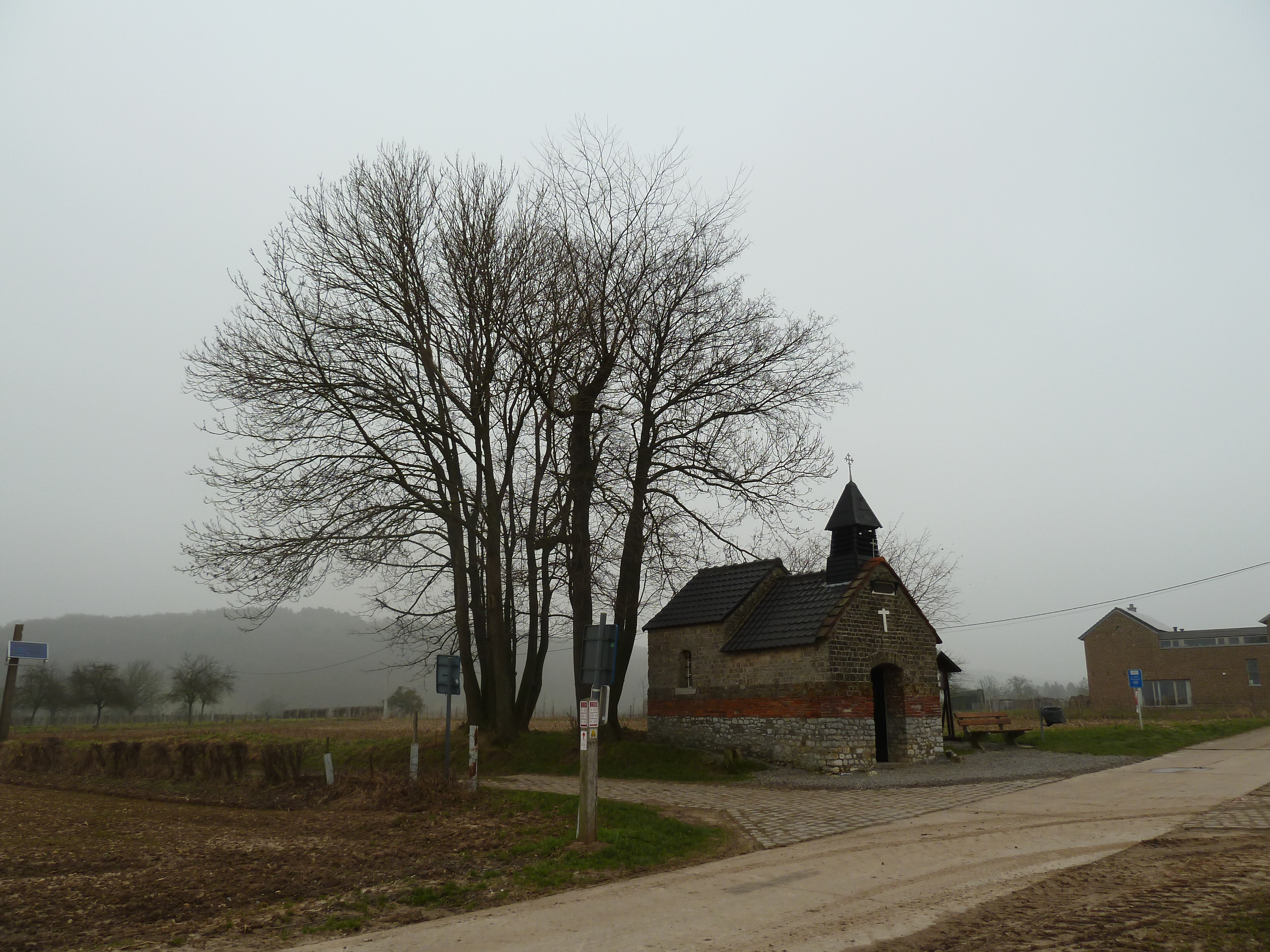
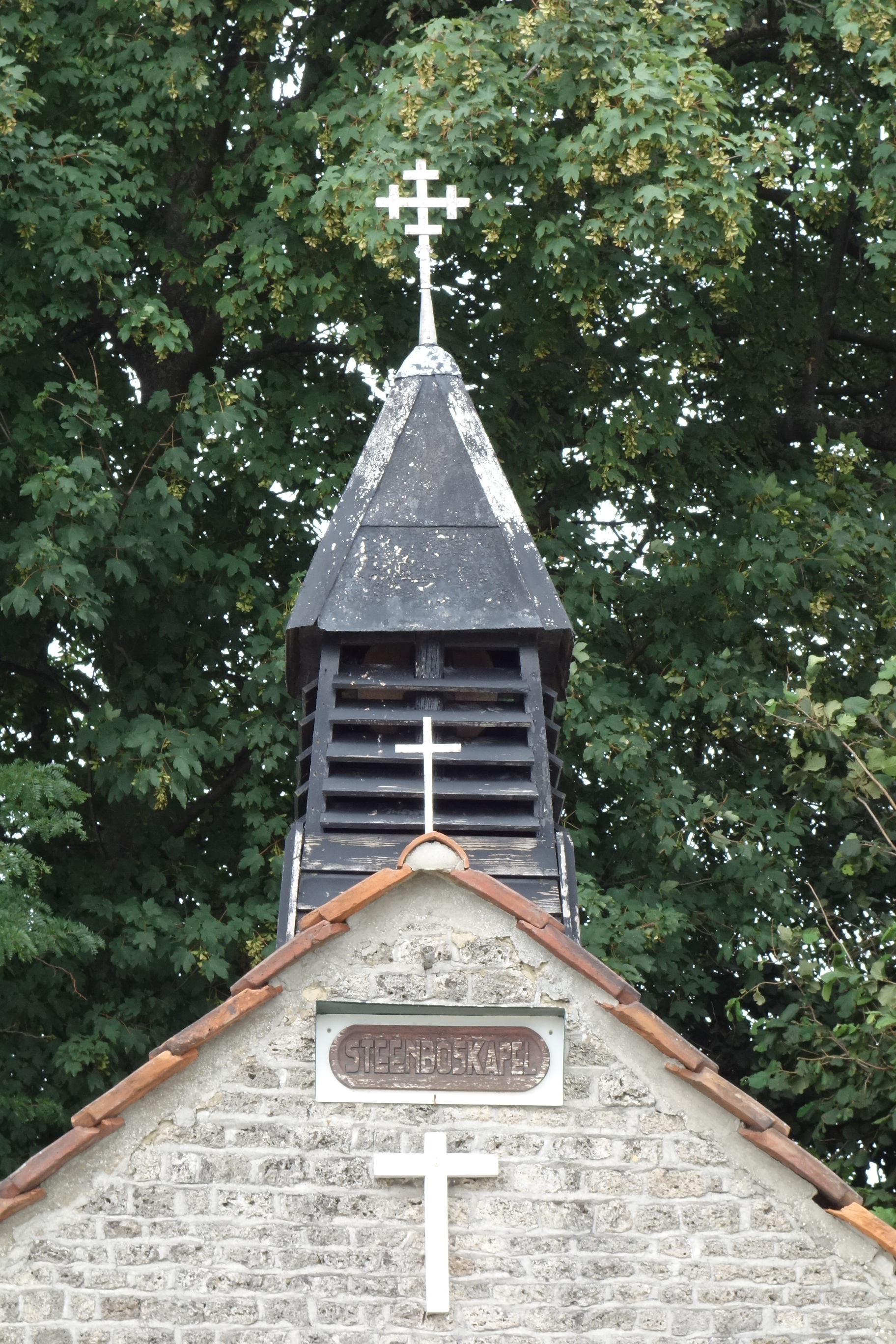
Dakruiter en naambordje
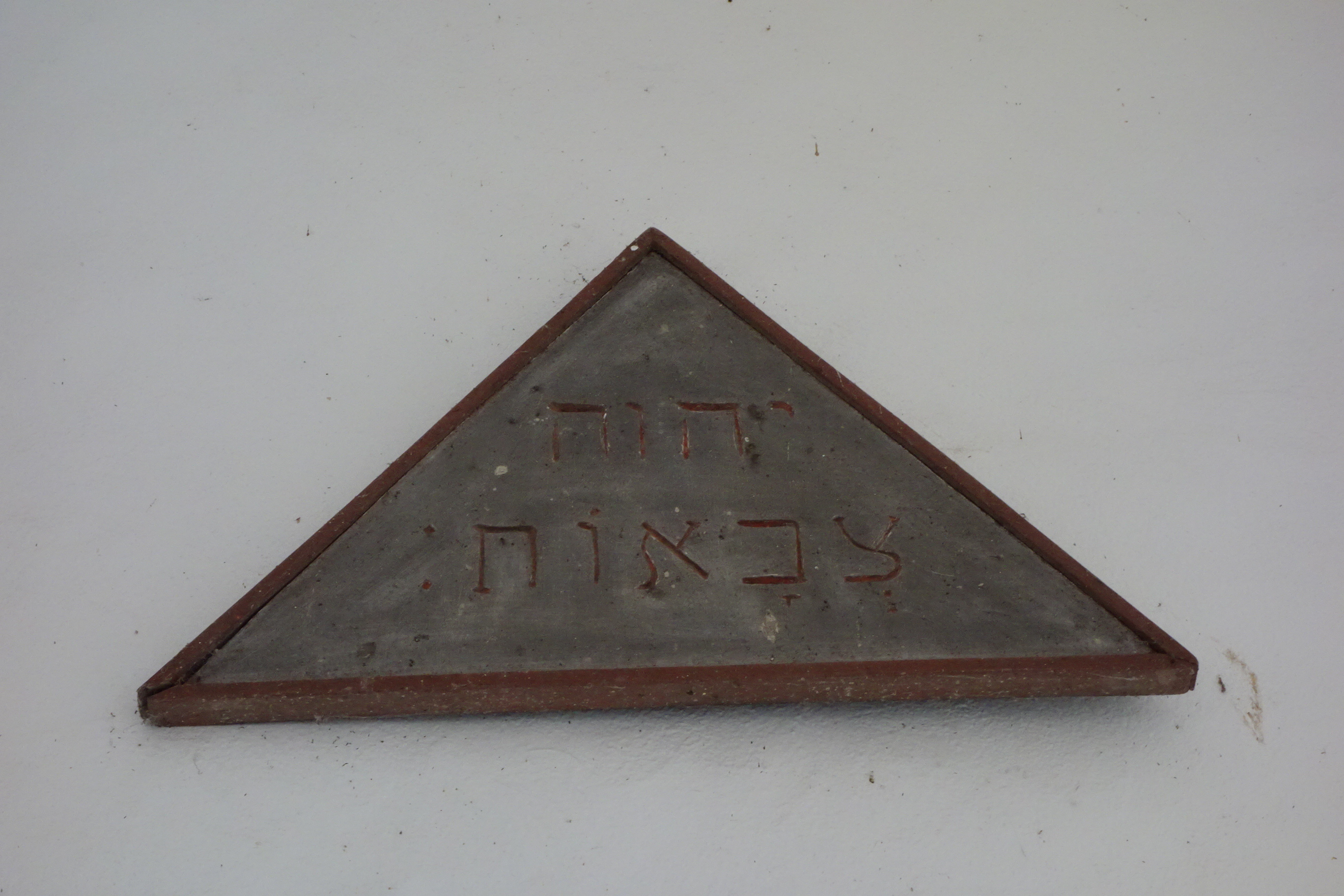
Bordje boven de ingang
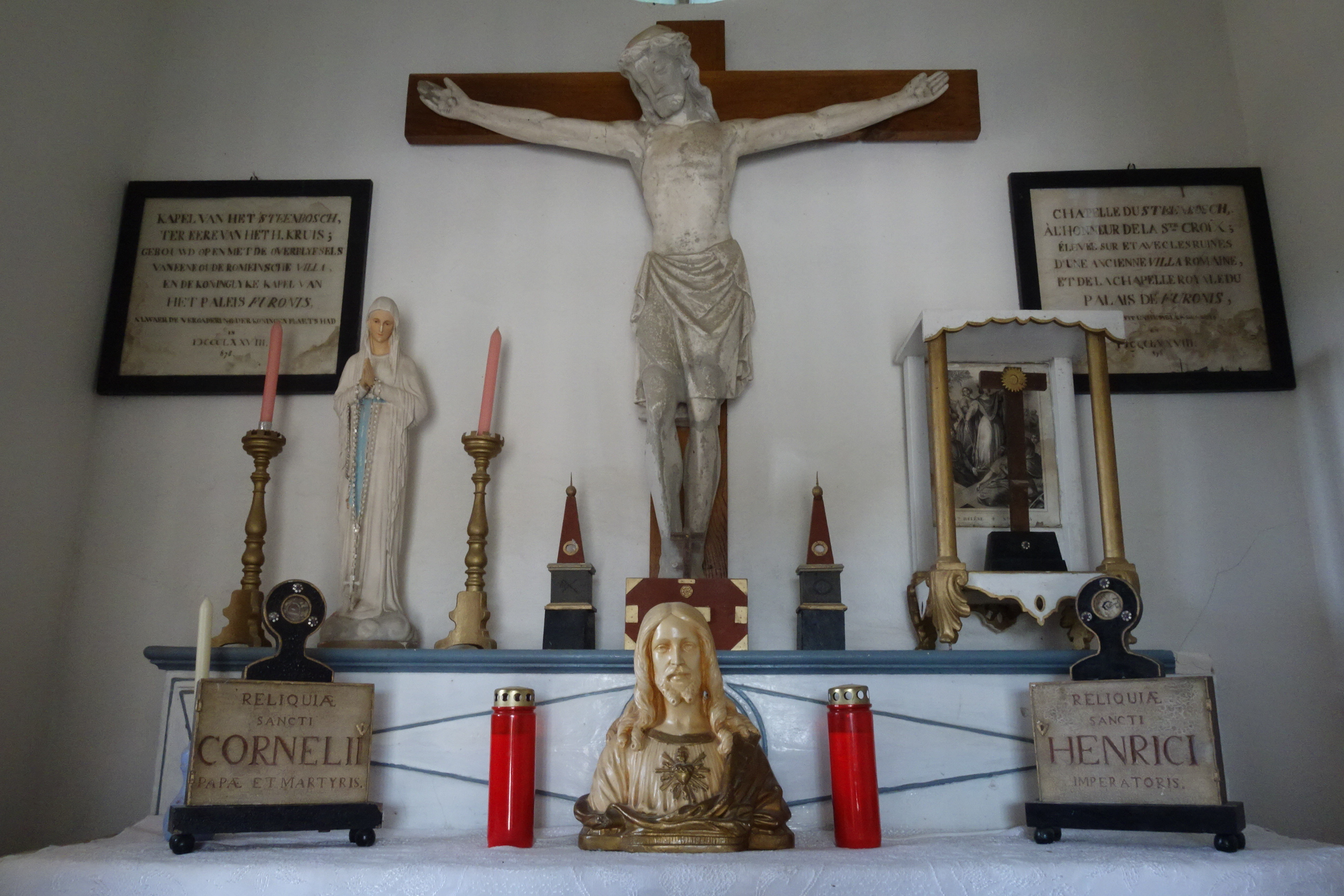
Altaar met Heilig Kruis
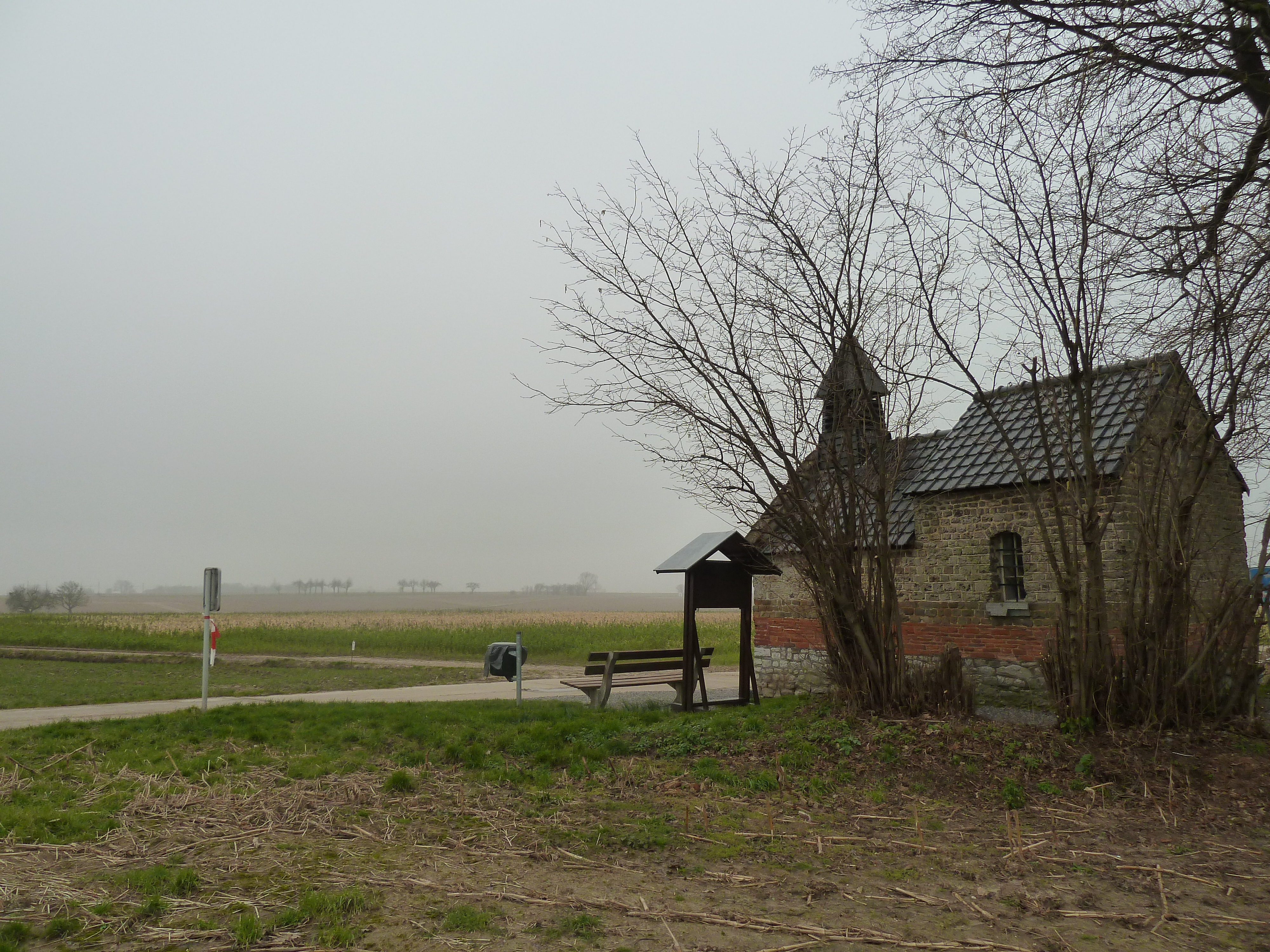
Uitzicht op de velden waar de Romeinse villa heeft gestaan
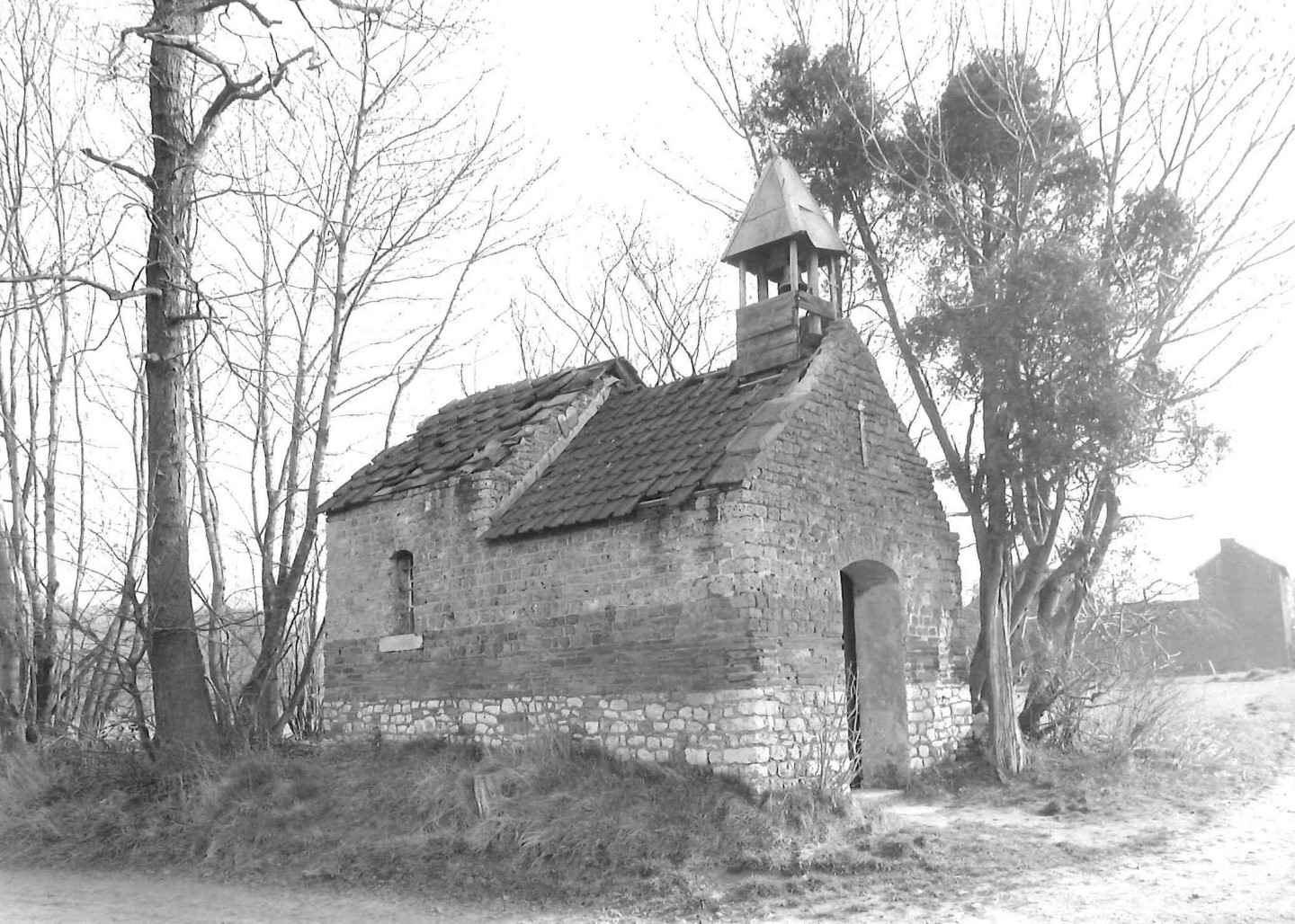
Kapel in 1992, vlak voor de restauratie van 1993